# قائمة قرارات مجلس الأمن التابع للأمم المتحدة لعام 1974
تتضمن قائمة قرارات مجلس الأمن التابع للأمم المتحدة لعام 1974 جميع القرارات الصادرة عن مجلس الأمن التابع للأمم المتحدة خلال العام 1974.

## القائمة
| رقم القرار | الرمز            | نص القرار                         | موضوع القرار                        |
| ---------- | ---------------- | --------------------------------- | ----------------------------------- |
| 345        | S/RES/345 (1974) | نص الوثيقة على موقع الأمم المتحدة | اللغة الصينية في مجلس الأمن         |
| 346        | S/RES/346 (1974) | نص الوثيقة على موقع الأمم المتحدة | مصر - إسرائيل                       |
| 347        | S/RES/347 (1974) | نص الوثيقة على موقع الأمم المتحدة | إسرائيل - لبنان                     |
| 348        | S/RES/348 (1974) | نص الوثيقة على موقع الأمم المتحدة | إيران - العراق                      |
| 349        | S/RES/349 (1974) | نص الوثيقة على موقع الأمم المتحدة | قبرص                                |
| 350        | S/RES/350 (1974) | نص الوثيقة على موقع الأمم المتحدة | إسرائيل - الجمهورية العربية السورية |
| 351        | S/RES/351 (1974) | نص الوثيقة على موقع الأمم المتحدة | عضو جديد: بنغلاديش                  |
| 352        | S/RES/352 (1974) | نص الوثيقة على موقع الأمم المتحدة | قبول عضو جديد: غرينادا              |
| 353        | S/RES/353 (1974) | نص الوثيقة على موقع الأمم المتحدة | قبرص                                |
| 354        | S/RES/354 (1974) | نص الوثيقة على موقع الأمم المتحدة | قبرص                                |
| 355        | S/RES/355 (1974) | نص الوثيقة على موقع الأمم المتحدة | قبرص                                |
| 356        | S/RES/356 (1974) | نص الوثيقة على موقع الأمم المتحدة | قبول عضو جديد: غينيا بيساو          |
| 357        | S/RES/357 (1974) | نص الوثيقة على موقع الأمم المتحدة | قبرص                                |
| 358        | S/RES/358 (1974) | نص الوثيقة على موقع الأمم المتحدة | قبرص                                |
| 359        | S/RES/359 (1974) | نص الوثيقة على موقع الأمم المتحدة | قبرص                                |
| 360        | S/RES/360 (1974) | نص الوثيقة على موقع الأمم المتحدة | قبرص                                |
| 361        | S/RES/361 (1974) | نص الوثيقة على موقع الأمم المتحدة | قبرص                                |
| 362        | S/RES/362 (1974) | نص الوثيقة على موقع الأمم المتحدة | مصر - إسرائيل                       |
| 363        | S/RES/363 (1974) | نص الوثيقة على موقع الأمم المتحدة | إسرائيل - الجمهورية العربية السورية |
| 364        | S/RES/364 (1974) | نص الوثيقة على موقع الأمم المتحدة | قبرص                                |
| 365        | S/RES/365 (1974) | نص الوثيقة على موقع الأمم المتحدة | قبرص                                |
| 366        | S/RES/366 (1974) | نص الوثيقة على موقع الأمم المتحدة | ناميبيا                             |

## المرجع
1. ↑  "Security Council Resolutions" (بالإنجليزية). الأمم المتحدة. Archived from the original on 2018-10-23. Retrieved 22 شباط / فبراير 2017. {{استشهاد ويب}}: تحقق من التاريخ في: |تاريخ الوصول= (help)